# Ceará
Ceará, amtlich portugiesisch Estado do Ceará, ist ein Bundesstaat in der Nordostregion von Brasilien. Die Hauptstadt ist Fortaleza.

## Geografie
Ceará grenzt im Norden und Nordosten an den Atlantik, im Osten an Rio Grande do Norte und Paraíba, im Süden an Pernambuco und im Westen an Piauí.
Ceará hat mit einer Länge von 573 km eine der längsten Küstenlinien Brasiliens, bei denen Dünen, Mangroven und die Restinga genannten Süßwasser-Lagunen vorherrschen. Daran schließt sich im Hinterland die Caatinga an, eine Halbwüste mit Dornbusch-Vegetation. Größter Fluss ist der Rio Jaguaribe mit mehr als 600 km Länge, dessen Einzugsgebiet mehr als die Hälfte das Staatsgebiets umfasst.
Die Gesamtfläche betrug Stand 2022 148.894,447 km², die Bevölkerungsdichte lag 2022 bei 59 Ew./km².
Der Bundesstaat beherbergt zwei Nationalparks. Besonders hervorzuheben ist dabei der Parque Nacional de Jericoacoara, der eine Fläche von 62,95 km² aufweist. Er wurde am 23. September 2002 eingerichtet, um die einzigartigen Wanderdünenfelder von Jericoacoara und Cruz, sowie deren Fauna und Flora zu schützen.
Von der Hauptstadt Fortaleza liegt 351 Kilometer entfernt der mit 563 Hektar kleinste Nationalpark Brasiliens, der Nationalpark Ubajara. Er wirkt wie eine grüne Insel in der Caatinga-Halbwüste. Die wichtigste Attraktion dieses Naturschutzgebiets ist eine Tropfsteinhöhle.

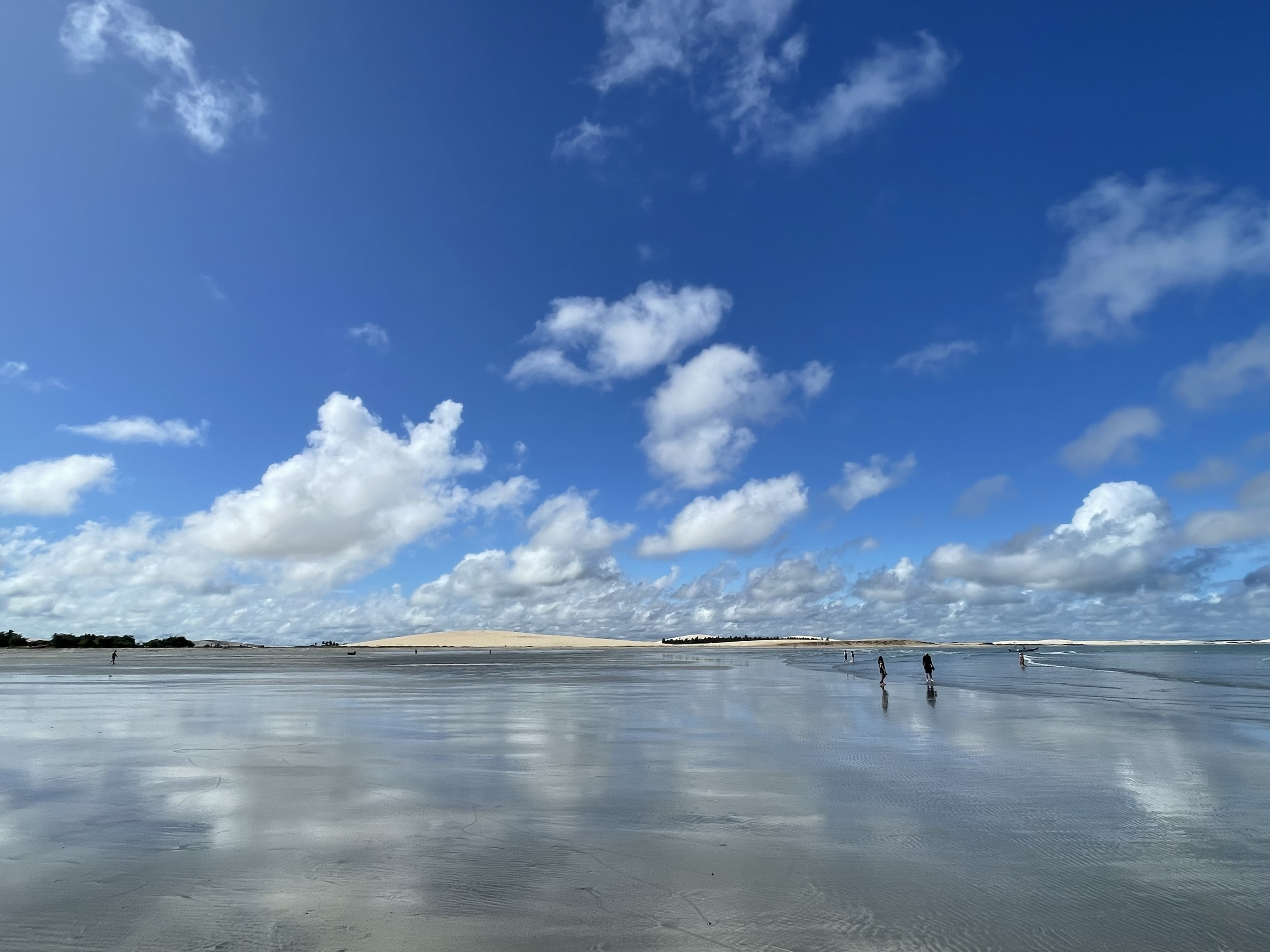
Am Strand von Jericoacoara
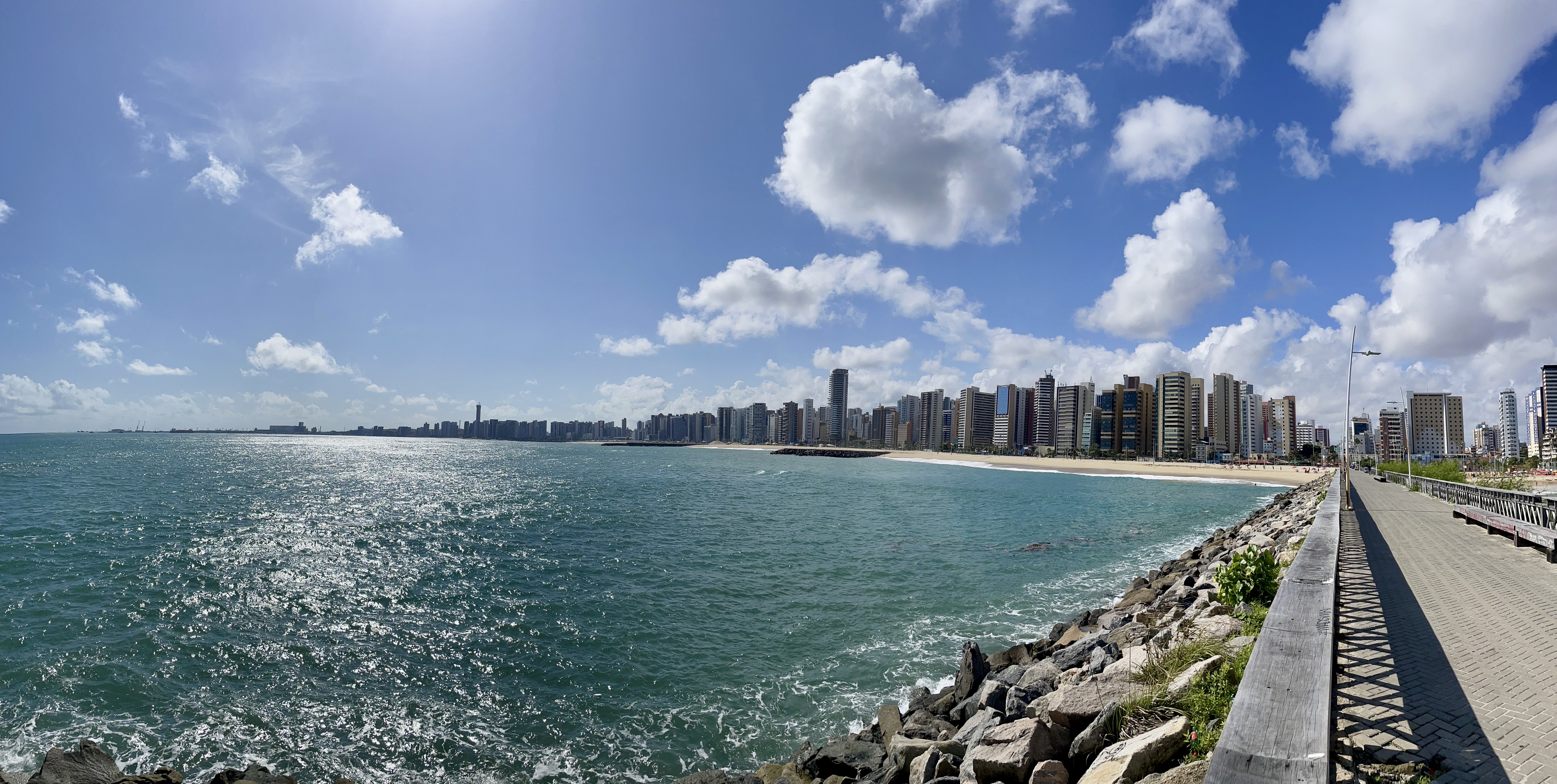
Strand von Fortaleza
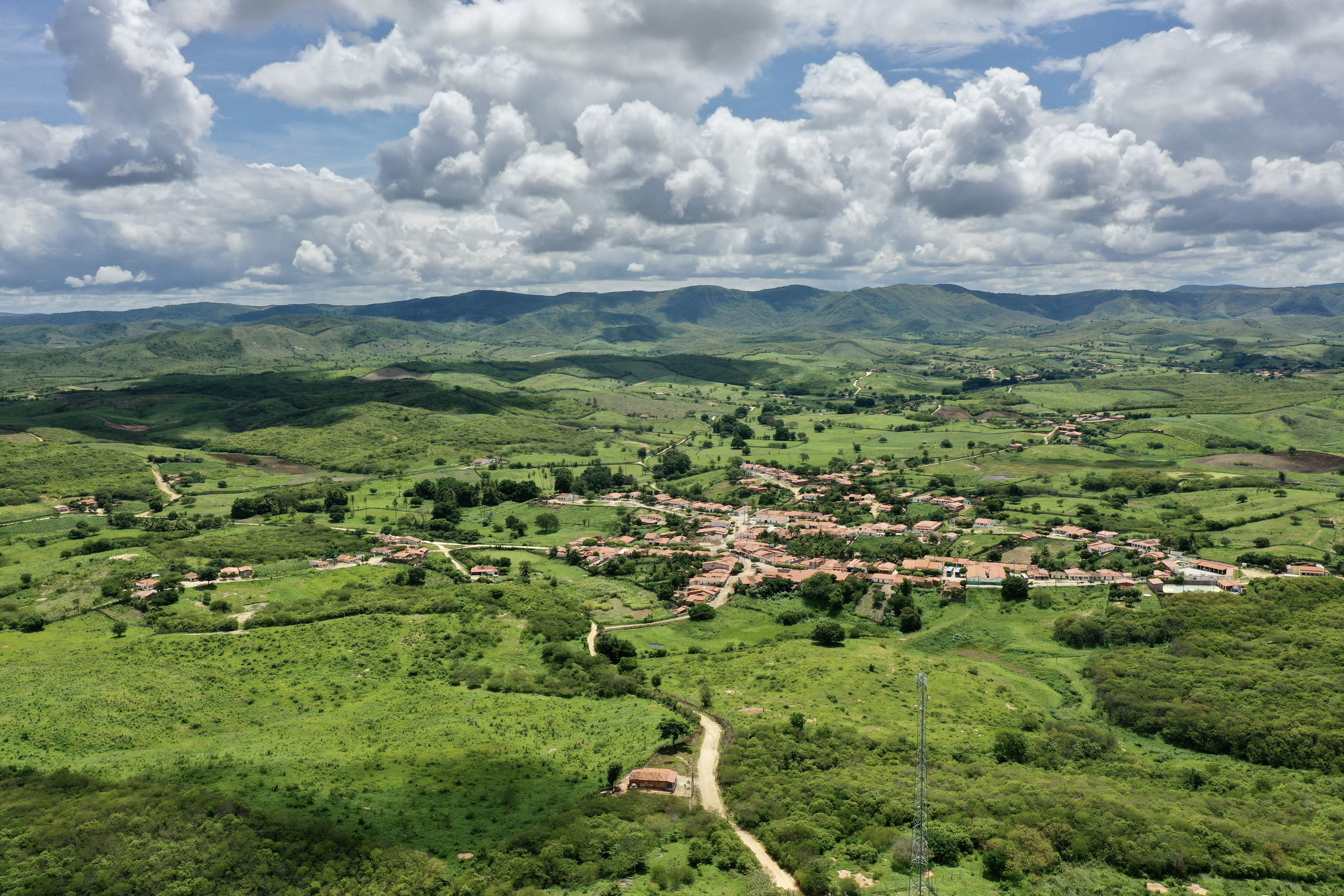
Dorf São João do Salgado im Landesinnern

## Regierung
Bei den Wahlen in Brasilien 2014 wurde der Landwirtschaftsingenieur Camilo Sobreira de Santana des Partido dos Trabalhadores (PT) mit 2.314.796 (57,91 %) Stimmen im zweiten Wahlgang zum Gouverneur des Bundesstaates gewählt. Er wurde bei den Wahlen in Brasilien 2018 bereits im ersten Wahlgang mit 3.457.556 (79,96 %) der gültigen Stimmen wiedergewählt und trat sein Amt am 1. Januar 2019 an.

## Bevölkerung
Nach der Volkszählung 2022 hatte Ceará 8.791.688 Einwohner.

### Städte
Die größten Städte nach Einwohnerzahlen sind (Stand: 2010):
- Fortaleza – 2.447.409
- Caucaia – 324.738
- Juazeiro do Norte – 249.936
- Maracanaú – 209.748
- Sobral – 188.271
- Crato – 121.462
- Itapipoca – 116.065
- Maranguape – 112.926
- Iguatu – 96.523
- Quixadá – 80.605
- Canindé – 74.486
- Crateús – 72.853
- Aquiraz – 72.651
- Pacatuba – 72.249
- Quixeramobim – 71.912
- Russas – 69.892
- Aracati – 69.167
- Tianguá – 68.901
- Cascavel – 66.124
- Icó – 65.453
- Morada Nova – 62.068
- Pacajus – 61.846
- Camocim – 60.163
- Acaraú – 57.542
- Limoeiro do Norte – 56.281

Siehe auch: Liste der Gemeinden in Ceará

## Geschichte
Es existiert ein Bericht von Vicente Yáñez Pinzón (Kapitän der Karavelle Niña, aus der Flotte des Christoph Kolumbus), der im Januar 1500 in der Bucht von Jericoacoara ankerte. Aber er blieb damals wegen des Vertrages von Tordesillas inoffiziell, denn nach dem Vertrag besaß Spanien keinen Anspruch auf dieses Gebiet.
Im Jahr 1649 besetzten die Holländer die Küste und errichteten auf dem Gebiet des jetzigen Stadtzentrums von Fortaleza ein Fort namens Schoonenborch. Fünf Jahre später vertrieben die Portugiesen wiederum die Niederländer aus deren Niederländisch-Brasilien und errichteten eine steinerne Festung names Fortaleza de Nossa Senhora.